# クロオビ・キッズ/メガ・マウンテン奪回作戦
『クロオビ・キッズ/メガ・マウンテン奪回作戦』（原題：3 Ninjas: High Noon at Mega Mountain）は、1998年製作のショーン・マクナマラによるアメリカ合衆国／日本のファミリー／アクション／アドベンチャー映画。クロオビキッズシリーズの4作目で最終作。日本ではオリジナルビデオとして販売された。
この映画では子役のキャストが変更された。

## ストーリー
ロッキー、コルト、タムタムの三人はタムタムの誕生日に彼のお気に入りのテレビ番組のスーパースターアイドルを見に行くため「デーブ・ドラゴン」（ハルク・ホーガン）を見に行くため遊園地「メガ・マウンテン」を訪れた。しかし、ギャングのメデューサ（ロニ・アンダーソン）、ロサー（ジム・ヴァーニー）が遊園地をジャック。彼らは、百万ドルの身代金を要求。さもなければ、人質を殺すと宣言し…

## キャスト
| 役名                                   | 俳優                             | 日本語吹替 |
| -------------------------------------- | -------------------------------- | ---------- |
| 慎太郎森                               | ヴィクター・ウォン               | 大塚周夫   |
| デーブ・ドラゴン                       | ハルク・ホーガン                 | 角田信朗   |
| サミュエル・『ロッキー』・ダグラス     | マシュー・ボトゥチス             | 松野太紀   |
| ジェフリー・『コルト』・ダグラス       | マイケル・オラスキー二世         | 本田貴子   |
| マイケル・『タムタム』・ダグラス       | ジェームズ・ポール・ルースク二世 | 川田妙子   |
| アマンダ・モーガン＝グリーン           | チェルシー・アーリーウィン       | 桑島法子   |
| マリ・アン・『メドゥーサ』・ロジャース | ロニ・アンダーソン               | 佐々木優子 |
| ロサー                                 | ジム・バーニー                   | 斎藤志郎   |
| C.J.                                   | ドウェイン・キャリントン         | ?          |
| ハリー・ジェイコブソン                 | パット・マホーニー               | ?          |
| サミュエル・ダグラス・シニア           | アラン・マクレー                 | 永田博文   |
| ジェシカ・慎太郎・ダグラス             | マーガリータ・フランコ           | 叶木翔子   |
| ジェニファー                           | リンゼー・フェルトン             | 藤巻恵理子 |
| 甥カール                               | カーク・ベイリー                 | 伊藤栄次   |
| 甥ビューロー                           | トラビス・マッケンナ             | 古田信幸   |
| 甥ゼド                                 | ブレンダン・オブライエン         | 緒方文興   |
| ラスタ                                 | ?                                | 目黒光祐   |
| アンドリュース                         | ロバート・ヒムバー               | 石井隆夫   |
| ビバリー                               | ドーン・メリック                 | 鈴木紀子   |
| ヤング                                 | カール・L・ウィリアムズ          | 手塚秀彰   |
| クラウス                               | ダン・シャドウェル               | 根本央紀   |

## スタッフ

### 日本語版制作スタッフ
- 演出：中野洋志 [3]
- 翻訳：徐賀世子
- 調整：兼子芳博
- プロデュース：吉岡美惠子
- 日本語版制作：ACクリエイト株式会社